# Берлин – симфонията на големия град
„Берлин – симфонията на големия град“ (на немски: Berlin: Die Sinfonie der Großstadt) е германски експериментален документален филм от 1927 година на режисьора Валтер Рутман по негов сценарий в съавторство с Карл Фройнд и Карл Майер.
Филмът представя ден от живота на германската столица Берлин, преживяваща период на възход след следвоенната рецесия, използвайки иновативни техники на монтаж и нареждайки се сред поредица подобни филми за големи градове от този период.